# Апраксина, Мария Петровна
Графиня Мари́я Петро́вна Апра́ксина, в замужестве Соломи́рская 
(6 января 1812 — 15 августа 1859) — светская красавица, предмет любовного увлечения М. Ю. Лермонтова.
Дочь генерал-майора графа Петра Ивановича Апраксина (1784—1852) от брака с Елизаветой Андреевной Кузьминой-Караваевой (1789—1871). В 1832 году вышла замуж за Владимира Дмитриевича Соломирского, камер-юнкера лейб-гвардии гусарского полка, в котором также служил М. Ю. Лермонтов. Брат Соломирского в 1837 году командовал этим полком. Накануне свадьбы, 13 июня 1832 года, князь Вяземский писал жене:

Сейчас был у меня Апраксин Петр, с сыном. Дочь его идет замуж за Соломирского, второго галлиста и лафатериста и в самом деле имеющего любопытные познания по этой части. Он, кажется, очень хороший малой. 
После замужества, жила в Петербурге. В светском обществе славилась своей «маленькой ножкой» и «привычкой ходить без корсета».  
Адресат стихотворений Лермонтова «Есть речи — значенье…» и ‹М. П. Соломирской› («Над бездной адскою блуждая…»). Будучи страстной поклонницей творчества Лермонтова, в 1840 году она направила поэту, находившемуся под арестом за участие в дуэли с Э. Барантом, письмо без подписи, содержащее слова ободрения. Лермонтов разгадал адресата, ответив ей стихотворным посланием.
Скончалась в августе 1859 года от водяной опухоли и была похоронена на Казанском кладбище в Царском Селе. Потомства не оставила.